# Gołębice (stacja kolejowa)
Gołębice – nieczynna stacja kolejowa, na zlikwidowanej linii kolejowej nr 317, w miejscowości Gołębice, w województwie dolnośląskim, w powiecie oleśnickim, w gminie Dziadowa Kłoda, w Polsce.